# Саймон Гопане
Саймон Гопане (англ. Simon Gopane, нар. 26 грудня 1970, Блумфонтейн) — південноафриканський футболіст, що грав на позиції воротаря, зокрема за клуб «Блумфонтейн Селтік», а також національну збірну ПАР, у складі якої — учасник чемпіонату світу 1998 року.

## Клубна кар'єра
У дорослому футболі дебютував 1990 року виступами за команду «Блумфонтейн Селтік» з рідного міста, в якій провів дев'ять сезонів, взявши участь у 204 матчах чемпіонату. Більшість часу, проведеного у складі «Блумфонтейн Селтіка», був основним голкіпером команди.
Згодом з 1999 по 2003 рік грав за «Джомо Космос», «Буш Букс» та «Мамелоді Сандаунз», після чого досвідчений воротар повернувся до «Блумфонтейн Селтік», кольори якого захищав до завершення кар'єри у 2008 році.

## Виступи за збірну
1998 року був включений до заявки національної збірної ПАР для участі у тогорічному Кубку африканських націй у Буркіна Фасо, де взяв участь в одній грі групового етапу і де разом з командою здобув «срібло».
Матч на цьому континентальному турнірі виявився єдиною офіційною грою Гопане у формі збірної, хоча пізніше того ж 1998 року він у статусі резервного голкіпера їздив у складі команди до Франції на тогорічний чемпіонат світу.

## Кар'єра тренера
По завершенні ігрової кар'єри працював у тренерському штабі рідного «Блумфонтейн Селтік», де опікувався підготовкою воротарів.

## Титули і досягнення
- Срібний призер Кубка африканських націй: 1998